# 桌子山矿区
桌子山矿区，中国旧行政区划名。1955年析鄂托克旗置（县级）。属内蒙古自治区伊克昭盟。1961年撤销，改设海勃湾市。